# Miller's Crossing
Miller's Crossing (conocida en España como Muerte entre las flores y en Hispanoamérica como De paseo a la muerte) es una película estadounidense dramática de gánsters de 1990 escrita y dirigida por los hermanos Coen, y protagonizada por Gabriel Byrne, Marcia Gay Harden, John Turturro, Albert Finney y Jon Polito. En el año 2005, la revista Time eligió esta película como una de las 100 mejores desde la aparición de la revista.

## Sinopsis
Es el año 1929, Tom Reagan es la mano derecha del mafioso de origen irlandés Leo O'Bannon, un  jefe político  que dirige una ciudad estadounidense anónima durante la Prohibición. Leo desencadena una guerra entre mafias cuando extiende protección al hermano de su novia Verna, un corredor de apuestas llamado Bernie Bernbaum, que está sacando provecho del plan de arreglo de partidos del rival de Leo, el gángster italoestadoundense Johnny Caspar. La situación se complica aún más por el hecho de que, a espaldas de Leo, Verna también se acuesta con Tom.
A pesar de su propia relación con Verna, Tom presiona a Leo para que le entregue a su hermano a Caspar. Cuando la guerra se intensifica, con un intento de asesinato de Leo, Tom intenta persuadir a Leo de que es una tontería proteger a Bernie en nombre de Verna, dejando claro su asunto al revelar su aventura con ella. Leo golpea públicamente a Tom y corta los lazos tanto con él como con Verna.
Expulsado y necesitado de trabajo, Tom recurre a Caspar. Como prueba de lealtad, Caspar le ordena a Tom que mate a Bernie, una petición incómoda dada la relación de Tom con la hermana de Bernie. Con los secuaces de Caspar a cuestas, Tom lleva a Bernie a su ejecución en el bosque en un lugar llamado Miller's Crossing. Bernie se arrastra por su vida y suplica: «Mira en tu corazón». Tom finge el asesinato disparando su arma al suelo y le ordena a Bernie que abandone la ciudad. Los secuaces de Caspar, que están al alcance del oído pero no pueden ver a los dos hombres, se dejan engañar y no revisan el cuerpo antes de irse con Tom.
Con Leo debilitado, Caspar toma su lugar como jefe de la ciudad, controla a la policía y la utiliza para destruir las operaciones de Leo.
Dentro de la pandilla de Caspar, existe tensión entre Tom y el ejecutor de confianza de Caspar, el brutal Eddie Dane («El danés»). Al enterarse de que sus hombres en realidad no vieron a Tom matar a Bernie, el danés lleva a Tom de regreso a Miller's Crossing para verificar que el cuerpo de Bernie está allí. Tom espera no encontrar ningún cadáver y ser ejecutado por ello, pero en cambio el grupo encuentra un cuerpo en descomposición que había recibido un disparo en la cara y desfigurado hasta quedar irreconocible por los pájaros. El danés y sus hombres asumen que el cuerpo es el de Bernie, pero en realidad es el del amante del danés, un hombre llamado Mink, a quien Bernie había matado en secreto y colocado como señuelo donde debería haber estado su propio cuerpo. Tom ahora es vulnerable si el danés o Caspar descubren la identidad del cuerpo, un hecho que Bernie utiliza en un intento de chantajear a Tom para que mate a Caspar.
Con Bernie supuestamente muerto, alguien continúa interrumpiendo el arreglo del partido de Caspar, y Tom y el danés intentan convencer a Caspar de que el otro está detrás de esto. Tom utiliza la repentina desaparición de Mink para sembrar sospechas sobre el danés al insinuar que Mink se ha escondido después de que él y el danés traicionaron a Caspar. Caspar debe decidir entre Tom y el danés, un dilema que resuelve disparándole al danés en la cabeza mientras Tom mira.
Luego, Tom reduce a sus rivales organizando una reunión sorpresa entre Bernie y Caspar, sabiendo que el primero en ser visto por el otro probablemente morirá. Poco después de la hora acordada, Tom llega y descubre que Bernie ha matado a Caspar. Tom engaña a Bernie para que entregue su arma y declara su intención de matarlo en represalia por su chantaje. Bernie vuelve a pedir clemencia y dice, como lo hizo en Miller's Crossing, «Mira en tu corazón», pero esta vez Tom pregunta retóricamente «¿Qué corazón?» y lo mata a tiros.
Con Caspar y el danés muertos, Leo retoma su puesto como único jefe de la ciudad. En el entierro de Bernie, Verna, ahora nuevamente agraciada con Leo, reacciona con frialdad ante Tom y regresa a su auto. Leo le notifica a Tom que Verna le ha propuesto casarse con él. Le ofrece a Tom su trabajo, pero Tom lo rechaza y se queda atrás, observando a Leo mientras se aleja.

## Reparto
- Gabriel Byrne - Tom Reagan
- Marcia Gay Harden - Verna Bernbaum
- John Turturro - Bernie Bernbaum
- Albert Finney - Liam «Leo» O'Bannon
- Jon Polito - Johnny Caspar
- J.E. Freeman - Eddie Dane
- Mike Starr - Frankie
- Al Mancini - Tic-Tac
- Richard Woods - Mayor Dale Levander
- Thomas Toner - O'Doole
- Steve Buscemi - Mink
- Mario Todisco - Clarence «Drop» Johnson
- Olek Krupa - Tad
- Michael Jeter - Adolph
- Sam Raimi - Snickering Gunman
- Lanny Flaherty - Terry
- Danny Aiello III - Policía - Delahanty
- Michael Badalucco - Chofer de Caspar
- Frances McDormand - Secretaria
- Tony Sirico[1]
- Harry Bugin[1]

## Producción
Mientras escribían el guion, los hermanos Coen titularon provisoriamente la película The Bighead, el sobrenombre de Tom Reagan. La primera imagen que les vino a la mente fue la de un sombrero negro que descansa en el espacio abierto de un bosque; luego una ráfaga de viento lo levanta por los aires, volando hacia un camino de árboles. Así es como comienzan los títulos de crédito iniciales.
Debido al complejo y denso argumento, los Coen sufrieron de un bloqueo del escritor con el guion. Se quedaron con un amigo cercano en ese momento, William Preston Robertson, en Saint Paul, Minnesota, esperando que un cambio de paisaje los ayudara. Después de ver Baby Boom una noche, regresaron a la ciudad de Nueva York y escribieron Barton Fink (en tres semanas; acerca de un escritor que sufre un bloqueo) antes de reanudar la escritura del guion de Miller's Crossing.
Se dijo en revistas cinematográficas que el presupuesto de la película era de 14 millones de dólares, pero los Coen afirmaron en entrevistas que fue de 10 millones. Durante el proceso de casting, habían imaginado a Trey Wilson (quien interpretó a Nathan Arizona en su película previa, Raising Arizona) como el jefe Leo O'Bannon, pero dos días antes del comienzo de la filmación Wilson murió a causa de un derrame cerebral. Fue reemplazado por Albert Finney.
Los Coen incluyeron a familiares y amigos haciendo papeles menores. Finney además aparece haciendo un breve cameo como el encargado del baño de damas. Sam Raimi, director y amigo de los Coen, aparece como el risueño hombre armado en el asedio al Sons of Erin social club, mientras que Frances McDormand, esposa de Joel, interpreta a la secretaria del alcalde. El papel de The Swede (El sueco) fue escrito para Peter Stormare, pero no pudo formar parte del reparto debido a que en ese momento se encontraba trabajando en Hamlet, una producción de Broadway. J. E. Freeman fue elegido en su lugar y el nombre del personaje fue cambiado a The Dane (El danés). Stormare trabajaría luego a las órdenes de los Coen en Fargo y El gran Lebowski.
La ciudad en donde tiene lugar la historia no es especificada, pero la película fue filmada en Nueva Orleans, ciudad que atrajo la atención de los Coen debido a su apariencia. Ethan Coen comentó en una entrevista: «Aquí hay barrios enteros solamente de arquitectura de 1929. Nueva Orleans es una ciudad un poco deprimida; no se ha aburguesado. Hay un montón de arquitectura que no ha sido tocada, ventanas de fachadas que no han sido reemplazadas en los últimos sesenta años».

## Influencias
Miller's Crossing contiene referencias a varias películas de gánsteres y cine negro. Muchas situaciones, personajes y diálogos provienen del trabajo de Dashiell Hammett, especialmente de su novela de 1931 La llave de cristal. Existen algunos paralelismos entre las dos historias; la relación entre Tom y Leo en la película se asemeja a la relación entre Ned Beaumont y Paul Madvig, los personajes principales de la novela de Hammett.
Otras fuente importante de Hammett fue su novela de 1929 Cosecha roja, la cual detalle la historia de una guerra entre bandas en una corrupta ciudad estadounidense durante la ley seca, una guerra inicida por las maquinaciones de los personajes principales. Mientras que Miller's Crossing sigue de cerca el argumento y los protagonistas de La llave de cristal, la película no tiene escenas directas, ni personajes o diálogos de Cosecha roja.

## Recibimiento
Miller's Crossing fue un fracaso en la taquilla, recaudando un poco más de cinco millones de dólares, con un presupuesto de entre diez y catorce millones. Ese mismo año, compitió en los cines con las cintas de gánsteres Goodfellas de Martin Scorsese y la anticipada tercera parte de El padrino, además de otras películas del mismo género como El rey de Nueva York y State of Grace. Sin embargo, ha conseguido importante ingresos con las ventas de video y DVD.[cita requerida] La película alcanzó un porcentaje de aprobación de 92 % en el agregador de reseñas Rotten Tomatoes y un puntaje de 66 sobre cien en Metacritic.
El crítico de cine David Thomson la llamó «una magnífica, lánguida fantasía sobre la temática de películas de gangsters que devuelve interminables visionados». Thomson dijo que la de Byrne fue «una de las grandes actuaciones del cine estadounidense» y que la actuación de Turturro «podría ser el mejor trabajo de uno de nuestros mejores actores de reparto».[cita requerida] Roger Ebert le dio un puntaje de tres sobre cuatro, indicando que «es probable que sea más apreciada por amantes del cine que disfrutarán su reminiscencia a películas del pasado». Miller's Crossing ganó el premio de la crítica en la segunda edición del Festival fantástico de Cine de Yubari en febrero de 1991.

### Valoración posterior
Treinta años después de su llegada a los cines, Chris Nashawaty de la revista Empire explicó la falta de popularidad del filme afirmando que podría deberse «a que la trama es demasiado densa y bizantina». El crítico calificó el filme como «el mejor logro» de los hermanos Coen, explicando: «No se me ocurre otro film de ningún estudio importante de Hollywood de los últimos treinta años que exija más al público». Scott Tobias de The Guardian también volvió a analizar la cinta y escribió que «Miller's Crossing es la película de los hermanos Coen por excelencia». Destacó la enigmática presencia del personaje principal interpretado por Byrne: «alguien más listo que el resto que opera entre batidores, pero cuyo corazón es un enigma hasta la última toma». Y agregó que el personaje «es el mayor signo de interrogación en un filme que está lleno de incógnitas». En un artículo sobre la influencia de las películas de gánsteres del año 1990, The New York Times afirmó que «Miller's es una bestia en sí misma, que filtra las convenciones del cine de gánsteres a través de la distintiva sensibilidad de los Coen», y agregó que «está llena de sus marcas registradas: diálogos ornamentados y floreados que se transmiten a una milla por minuto; trama compleja, a menudo vertiginosa; espectacular trabajo de cámara; hombres con sobrepeso gritando; Juan Turturro».
Las revistas Time y Total Film la incluyeron en sus listas de las mejores cien películas. En 2010, The Guardian la colocó en el número veinticuatro de las mejores películas de crimen de todos los tiempos. En 2022, la revista Time Out la colocó en el noveno lugar de su lista de las cincuenta mejores películas de gánsteres de todos los tiempos. De las cintas dirigidas por los Coen, Miller's Crossing es la favorita de David Fincher, quien afirmó que la escena en donde Bernie Bernbaum suplica por su vida tuvo una fuerte influencia en El asesino.

## Música
La música fue escrita por Carter Burwell, en su tercera colaboración con los hermanos Coen.
La banda sonora incluye composiciones de jazz, como «King Porter Stomp», refelxivos de la era en la cual está ambientada la película. También se incluye «Danny Boy», cantada por Frank Patterson, un tenor irlandés, que puede ser oída en la casa de Leo. A Patterson también se lo puede escuchar cantando «Goodnight Sweetheart» de Jimmy Campbell en una escena en el Shenandoah Club. La canción principal está basada en la composición folk irlandesa «Lament for Limerick».
Lista de canciones
1. «Opening Titles» – 1:53
2. «Caspar Laid Out» – 1:57
3. «A Man and His Hat» – 0:56
4. «King Porter Stomp» (por Jelly Roll Morton) – 2:09
5. «The Long Way Around» – 1:39
6. «Miller's Crossing» – 2:35
7. «After Miller's Crossing» – 0:42
8. «Runnin' Wild» (por Joe Grey) – 3:06
9. «Rage of the Dane» – 0:05
10. «All a You Whores» – 0:24
11. «Nightmare in the Trophy Room» – 1:37
12. «He Didn't Like His Friends» – 0:24
13. «Danny Boy» (por Frank Patterson) – 4:05
14. «What Heart?» – 0:49
15. «End Titles» – 4:44
16. «Goodnight Sweetheart» (por Frank Patterson) – 0:54